# Paul Guth (ébéniste)
Pour les articles homonymes, voir Guth.
Paul Guth, pseudonyme d'Auguste Guillaume Guth, est un ébéniste français, né le 9 mai 1878 à Oron et mort le 9 juillet 1918 à Laxou.

## Biographie
Paul Guth épouse Marie-Angèle Back en mars 1903 et s'installe vers 1903 à Nancy où il ouvre, au no 3 de la rue du Montet (actuelle avenue du Général-Leclerc), la fabrique de meubles Paul Guth. Dans la mouvance de l'École de Nancy, sa production consiste en de nombreux petits meubles marquetés de style Art nouveau (consoles, sellettes, tables à thé…), et du mobilier plus important, comme des lits ou des bureaux . 
Les meubles sont en général signés en marqueterie Paul Guth.
Il est le frère cadet de l'ébéniste Joseph Guth qui produit des meubles très proches.
Paul Guth meurt le 9 juillet 1918 et est inhumé à Nancy au cimetière du Sud (tombe disparue). Sa fabrique ferme en novembre 1919 et les machines sont vendues par sa veuve à Jules Cayette.

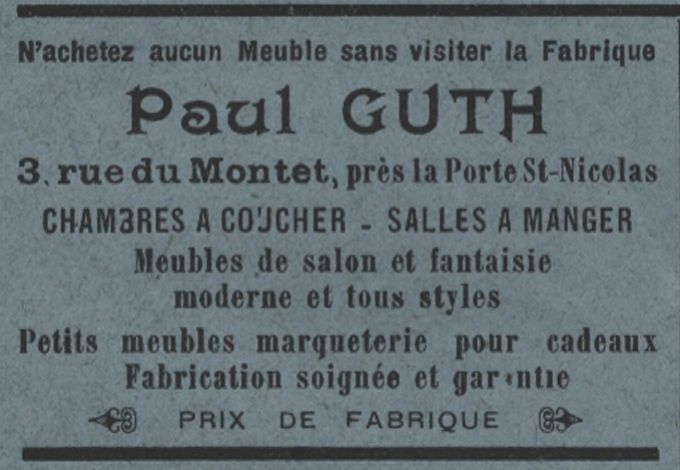
Publicité parue en 1919

## Œuvres dans les collections publiques
- Paris, musée d'Orsay : 
  - Table à thé à deux plateaux rectangulaires, décor de fleurs de chardons et d'iris, vers 1900, noyer, plateaux en marqueterie de bois d'essences diverses, poignées en bronze[7] ;
  - Guéridon tripode à double plateau de plan triangulaire, décor de nénuphars, roseaux et libellule, vers 1900, noyer et bois divers, marqueterie[8] ;
  - Guéridon, vers 1900, hêtre verni et divers bois de placage, marqueterie[9].